# 패션플랫폼
패션플랫폼(Fashion Platform Co. Ltd.)는 대한민국의 여성의류 기업이다. 본사는 서울특별시 강남구 논현로28길 9, 3층(도곡동, 유진빌딩)에 위치해 있다.대표이사는 박원희이다.

## 브랜드
- 더레노마 (the renoma)
- 보니스팍스 (Bonispax)
- 데코 (DECO)
- 르샵 (Leshop)

## 참고 문헌
1. ↑  김상철, 상장기업&CEO 여성의류기업 패션플랫폼 박원희 대표, 동아일보, 2018-01-03
2. ↑  한국IR협의회 기술분석보고서-패션플랫폼, 2020.09.10[깨진 링크(과거 내용 찾기)]
3. ↑  안성희, 4개 브랜드 1500억 목표 패션플랫폼, 데코 이어 르샵 인수, 패션비즈 2021.08.16